# Reichsrätekongress
Der Reichsrätekongress, auch Reichskongress der Arbeiter- und Soldatenräte genannt, war die erste ordentliche Zentralversammlung der Arbeiter- und Soldatenräte nach der Novemberrevolution von 1918 und tagte vom 16. bis 21. Dezember 1918 im Gebäude des preußischen Abgeordnetenhauses in Berlin.

## Vorbereitung und Zusammensetzung

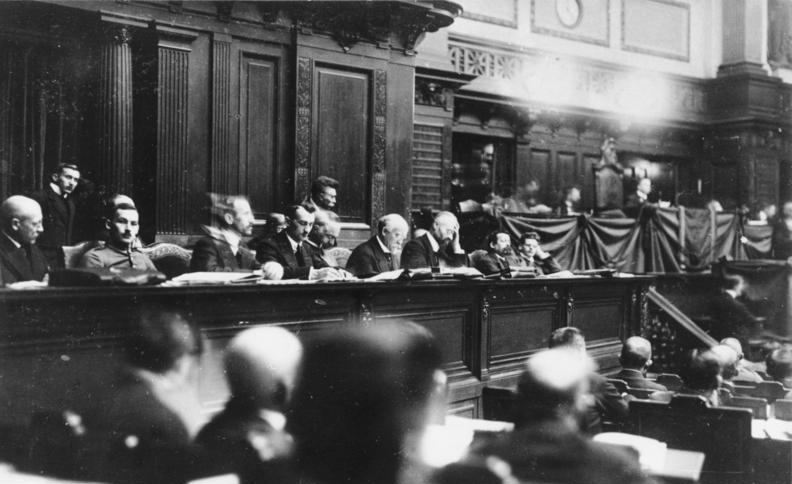
Erster Reichskongress der Arbeiter- und Soldatenräte im preußischen Abgeordnetenhaus in Berlin. Auf der Ministerbank von rechts nach links die Volksbeauftragten Barth, Ebert, Landsberg, Scheidemann

Die Einberufung des Kongresses ging auf die Initiative des Berliner Vollzugsrates der Arbeiter- und Soldatenräte zurück, der sich selbst nur als eine provisorische Spitze der Arbeiter- und Soldatenräte sah. Einen allgemeinen Wahlmodus gab es nicht, die Art und Weise der Delegiertenbestimmung war den lokalen Räten überlassen. Auf etwa 200.000 Einwohner kam ein Delegierter. Für die Armeeangehörigen wurde ein Abgesandter für 100.000 Soldaten gewählt. Die Wahlen selbst fanden zumeist auf Landes-, Bezirks- oder Provinzebene durch die jeweiligen Räteorganisationen statt.
Die Mehrzahl der gewählten Delegierten standen überwiegend auf Seiten der gemäßigten Linken. Von den insgesamt 490 Räten – 406 Arbeiterräte und 84 Soldatenräte – stellten die Anhänger der MSPD 298 Delegierte, die Vertreter von USPD waren mit 101 Delegierten vertreten. Unter diesen waren die Anhänger der Spartakusgruppe mit 10 Delegierten eine verschwindende Minderheit. Hinzu kamen 25 Mitglieder der Demokraten, 2 % Syndikalisten; 26 Soldatenräte und 49 Arbeiterräte machten keine Angaben über ihre politische Zugehörigkeit. Nur zwei der Delegierten waren Frauen: Klara Noack, eine Dresdner MSPD-Politikerin, und Käthe Leu, eine Danziger USPD-lerin, die am letzten Sitzungstag das Wort ergriff und zum Antrag sprach: „Der Kongreß erklärt es für die besondere Aufgabe der Revolution, die bisher auf allen Lebensgebieten zurückgesetzten Interessen der Frauen überall tatkräftig zu fördern.“ Das Berliner Tageblatt schrieb: „Sie spricht mit einer bemerkenswerten Fertigkeit für den Ausbau der revolutionären Errungenschaften, der aber nur durch Einigkeit möglich sei.“
Ossip K. Flechtheim hat im Rückgriff auf die Angaben von Richard Müller versucht, die Delegierten nach verschiedenen Berufsgruppen zu erfassen. Demnach waren 71 Delegierte der Gruppe der Intellektuellen zugeordnet. 195 waren als Redakteure, Gewerkschafts- oder Parteisekretäre o. ä. hauptberuflich bei den Arbeiterparteien oder Gewerkschaften beschäftigt. Immerhin 179 waren Arbeiter oder Angestellte aus der Wirtschaft.
Zu Vorsitzenden der Versammlung wurden Friedrich Seger (USPD), Robert Leinert (MSPD) und Josef Gomolka als Vertreter der Soldaten gewählt, das Eingangsreferat hielt Richard Müller, der Vorsitzende des Berliner Vollzugsrates.

## Verhandlungen und Ergebnisse

### Rätesystem oder parlamentarische Demokratie

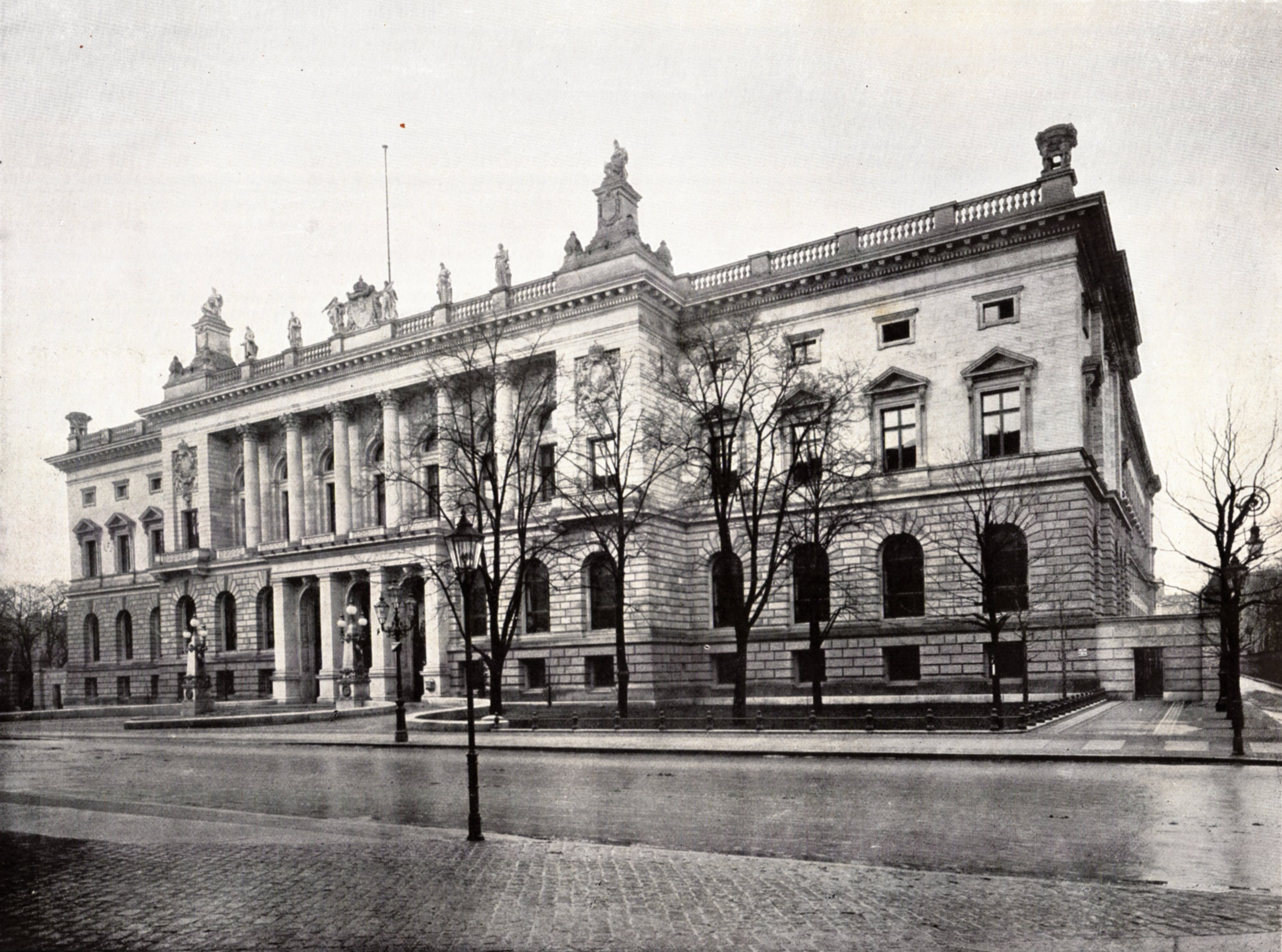
Berliner Abgeordnetenhaus (um 1900)

Es gab in der Versammlung eine Minderheit entschiedener Befürworter eines politischen Rätesystems, zu ihnen gehörte etwa Richard Müller. Bezeichnend für die Schwäche des linken Flügels war, dass Karl Liebknecht und Rosa Luxemburg kein Mandat erringen konnten und der Antrag, beide als Gäste mit beratender Stimme anzuerkennen, scheiterte. Auch Ernst Däumig (USPD) von den Revolutionären Obleuten gehörte zu den Vertretern eines reinen Rätesystems und stellte einen entsprechenden Beschlussantrag. Dieser sah vor, das Rätesystem zur Grundlage der Verfassung der deutschen sozialistischen Republik zu machen und den Arbeiter- und Soldatenräten die höchste gesetzgebende und vollziehende Gewalt zuzuschreiben. Aber die Mehrheitsverhältnisse ließen diese Position zu einer Minderheitenmeinung werden und der Antrag wurde mit 344 zu 98 Stimmen abgelehnt. Richard Müller sprach später aus, was die enttäuschte revolutionäre Linke von diesem Ergebnis hielt:
„Dieser Zentralkongreß war das erste revolutionäre Tribunal Deutschlands, aber von revolutionärer Luft war da nichts zu merken. Ich habe vorher meine Erwartungen nicht allzu hoch gestellt, aber daß dieser Kongreß zu einem politischen Selbstmörderklub werden würde, das habe ich nicht geglaubt.“
Das Ergebnis des Kongresses war letztlich eine Bestätigung der Politik des Rates der Volksbeauftragten um Friedrich Ebert. Auf Antrag des Mehrheitssozialdemokraten Max Cohen sprachen sich etwa 400 gegen 50 Delegierte für die Wahl der Nationalversammlung am 19. Januar 1919 aus. Dies war ein deutlich früherer Termin als ihn der Rat der Volksbeauftragten anstrebte. Durchaus nicht zu Unrecht kritisierte die Linke, dass der gemäßigte Flügel mit einer frühen Wahl beabsichtigt hätte, die Revolution zu einem Ende zu bringen.

### Konflikte um die Aufgaben des Zentralrates der Arbeiter- und Soldatenräte

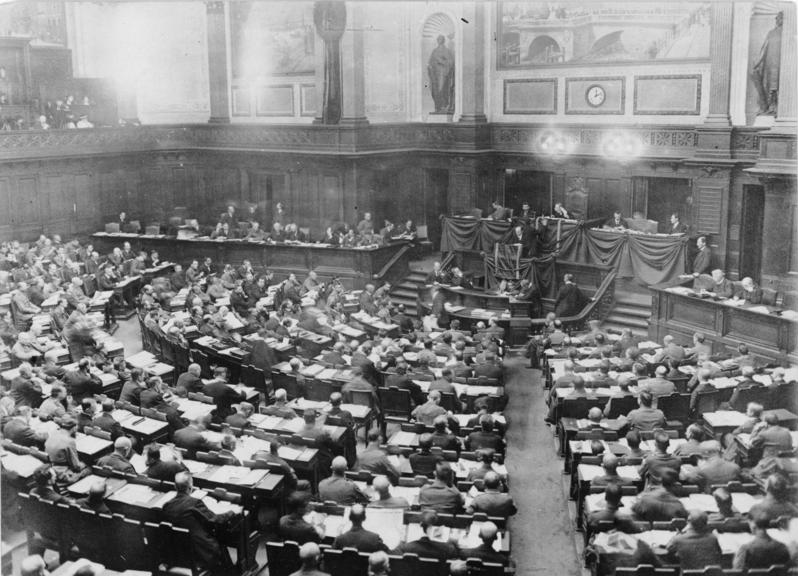
Eröffnungsrede von Richard Müller

Ein vom Kongress zu wählender Zentralrat sollte als Ersatz für ein Parlament die Regierung einsetzen und ihre Entscheidungen überwachen. Dabei gab es gerade in diesem Punkt erhebliche Differenzen zwischen der MSPD und der USPD. Hugo Haase, der Vorsitzende der USPD, definierte den Überwachungsauftrag so, dass dem Zentralrat alle Gesetze vorzulegen seien und die wichtigsten mit ihm zu beraten seien. Die Mehrheit der USPD-Delegierten wollte noch eine weitergehende Regelung durchsetzen. Danach sollte der Zentralrat das volle Recht haben, Gesetzen zuzustimmen oder abzulehnen. Die Mehrheitssozialdemokraten sahen dagegen den politischen Bewegungsspielraum des Rates der Volksbeauftragten in Gefahr und drohten mit ihrem Rückzug aus der Regierung im Reich und in Preußen, sollte die Mehrheit der Versammlung der USPD folgen. Innerhalb der USPD setzte sich gegen Widerstand von Haase der linke Flügel mit dem Antrag eines Boykotts der Wahl zum Zentralrat durch.
Die Folge war, dass in dem 17 Mitglieder umfassenden Gremium nur Mehrheitssozialdemokraten vertreten waren. Ohne die Beteiligung der USPD oder gar noch weiter links oder rechts stehender politischer Kräfte, spielte der Zentralrat der Deutschen Sozialistischen Republik als Gegengewicht zum Rat der Volksbeauftragten keine nennenswerte Rolle. Am 4. Februar 1919 übertrug der Zentralrat, der sich bis dahin u. a. mit sozial- und arbeitspolitischen Fragen befasst hatte, seine ohnehin beschränkten Kompetenzen der Weimarer Nationalversammlung.
Die Schaffung des Zentralrates war im Wesentlichen der einzige Zentralisierungsansatz der Rätebewegung. Eine geplante Reichszentrale der Soldatenräte etwa trat nie zusammen. Zur mangelnden Aktivität der Zentrale trug nicht zuletzt bei, dass diese mehrheitlich von der MSPD gestellt wurde, die sich längst für den parlamentarischen Weg und die Wahl einer Nationalversammlung entschieden hatte.
Von Bedeutung war der Konflikt um den Zentralrat für die politische Richtung insgesamt dadurch, dass dies dazu beitrug, das Misstrauen zwischen den Koalitionspartnern MSPD und USPD zu verstärken, das letztlich zum Auseinanderfallen der Regierung nach den Weihnachtskämpfen führte.

### Sozialisierung und Militärfrage
Während die Mehrheitssozialdemokratie hinsichtlich der künftigen Verfassung mit den Ergebnissen des Kongresses zufrieden sein konnte, gab es in anderen Fragen doch deutlich „linkere“ Verhandlungsergebnisse. Dazu zählte der mit großer Mehrheit angenommene Beschluss, unverzüglich die Sozialisierung der dafür reifen Industrien, insbesondere des Bergbaus, einzuleiten.
Auch die Beschlüsse zur Militärpolitik, die wegen ihrer Urheber aus der Hansestadt sogenannten „Hamburger Punkte“, lagen keineswegs auf der Linie Eberts. Der Rätekongress verlangte, dass die Regierung die militärische Kommandogewalt nur unter Kontrolle des neu zu schaffenden Zentralrates der Arbeiter- und Soldatenräte ausüben könne. Symbolhaft als Kampf gegen den Militarismus wurden alle Rangabzeichen und das Waffentragen außerhalb des Dienstes abgeschafft. Wichtiger aber war, dass die Soldaten ihre Anführer zukünftig selbst wählen und für die Aufrechterhaltung der Disziplin letztlich die Soldatenräte verantwortlich sein sollten. An die Stelle des stehenden Heeres sollte eine milizähnliche Volkswehr treten.
Die Volksbeauftragten Ebert, Scheidemann und Lansberg nahmen nicht öffentlich gegen diese Beschlüsse Stellung, gleichwohl erlangten sie keinerlei praktische Bedeutung. Wilhelm Groener und der noch immer bestehenden Obersten Heeresleitung (OHL) gelang es, durch ein Ultimatum durchzusetzen, dass die Punkte nur für die Heimatarmee, nicht aber für das Feldheer Geltung haben sollten. Eberts Taktieren gegen den Rätebeschluss führte zu einem schweren Konflikt mit Hugo Haase im Rat der Volksbeauftragten und letztlich zum Rücktritt Haases und der beiden anderen USPD-Mitglieder der Regierung. Im weiteren Verlauf bestanden zwar zunächst weiter Möglichkeiten zur Schaffung einer republikanischen Armee, aber spätestens mit Verabschiedung eines Gesetzes über die Schaffung einer vorläufigen Reichswehr durch die Nationalversammlung vom 6. März 1919 blieb von den Hamburger Punkten nichts mehr in der Praxis übrig.
Trotz Ablehnung des Rätesystems als Basis einer kommenden sozialistischen Verfassungsordnung, von der die Delegierten fest ausgingen, bedeutete dies nicht automatisch eine Selbstaufgabe des Kongresses. Stattdessen forderte der Kongress eine institutionelle Eingliederung der Räte in das parlamentarische System. Dies war neben der Sozialisierung der Schlüsselindustrien auch eine Forderung der Märzstreiks, die im Frühjahr 1919 den letzten Versuch darstellten, das Rätesystem zu retten.

### Zweiter Reichsrätekongress
An diese Forderungen knüpfte der im April 1919 tagende 2. Reichsrätekongress an, der unter anderem auf Initiative von Richard Müller einberufen worden war. Der Kongress sprach sich für die Einrichtung von „Kammern der Arbeit“ aus. Angesichts des Ergebnisses der Wahl zur Nationalversammlung, die statt einer sozialistischen Vormachtstellung eine Regierung der Weimarer Koalition aus MSPD, Zentrum und DDP brachte, hatten diese Pläne keine Chancen mehr auf eine Verwirklichung.

## Protokolle
- Allgemeiner Kongress der Arbeiter- und Soldatenräte Deutschlands. 16.–20. Dezember 1918 Berlin – Stenografische Berichte, Neuausgabe zum 100. Jahrestag, herausgegeben von Dieter Braeg und Ralf Hoffrogge, Berlin 2018, ISBN 978-3-9819243-6-7.